# اتین لومبار
اتین لومبار (فرانسوی: Étienne Lombard‎؛ ‏ تلفظ در فرانسوی: [etjɛn lɔ̃baʁ]؛ ‏ ۱۸۶۹ – ۱۹۲۰) جراح متخصص گوش و حلق و بینی اهل فرانسه بود که اثر لومبار را در سال ۱۹۰۹ کشف کرد که در آن صدای انسان هنگام صحبت در محیطی پر سرو صدا به‌طور غیرارادی بلند می‌شود. او همچنین تکنیک‌های جدید جراحی و شکل جدیدی از فورسپس استخوانی را توسعه داد.
کشف لومبارد به چهار دلیل مهم است.
- راهکاری برای تشخیص تمارض به کاهش شنوایی فراهم می‌کند.
- زیربنای پژوهشی برای نحوه ارتباطات گفتاری در سر و صدا فراهم می‌کند. (یک مشکل عملی مهم)
- به محققان کمک می‌کند تا بفهمند چگونه تقلید و صحبت کردن توسط بازخورد شنیداری تغییر می‌کند
- نقش گفتار در فرآیندهای مربوط به مکانیزم خودمهار کاری را تعریف می‌کند.